# MINE's
Mine's（株式会社マインズ）は、神奈川県横須賀市に所在する日本有数の老舗自動車チューニングショップ・チューニングパーツメーカー。主に電子系チューニングを得意とし、エンジン制御チューンドロムの草分け的メーカーである。

## 概要
同社のチューニングコンピューター「Mine's VX-ROM」は同社代表取締役の新倉通蔵が直接開発しており、その開発体制も筑波サーキットをメインにプロレーシングドライバーがテスターとして開発に参加している。また、英ダイナミック社製ダンパーをベースとした車高調キットや吸排気・剛性系パーツなどでも知られる。
BNR32型から開発を続けていた為、GT-Rシリーズのノウハウが豊富で、デモカーは常にストリートクラス上位に位置している。
そのためこれらの実績により、日産から発売1ヶ月前にBNR34GT-Rが納車されていた(BNR34発表日には既にチューニングを施されたR34がオートサロンで展示されていた。当時出展していたのは、NISMO、BLITZ、JUNオート、そしてMine`sである。また、Mine`sは唯一N1仕様だった)。